# Elzanowo (powiat golubsko-dobrzyński)
Elzanowo – wieś w Polsce położona w województwie kujawsko-pomorskim, w powiecie golubsko-dobrzyńskim, w gminie Kowalewo Pomorskie.

## Podział administracyjny
W latach 1975–1998 miejscowość administracyjnie należała do województwa toruńskiego.

## Demografia
Według Narodowego Spisu Powszechnego (III 2011 r.) wieś liczyła 279 mieszkańców. Jest trzynastą co do wielkości miejscowością gminy Kowalewo Pomorskie.

## Wiek XIX
W drugiej połowie XIX wieku wieś zamieszkiwały 183 osoby, prawie sami katolicy. Elzanowo było wtedy w posiadaniu rodziny Działowskich.